# Hāshem Elá
Hāshem Elá (persiska: Hāshemanlī, هاشم الی, هاشمنلی) är en ort i Iran.   Den ligger i provinsen Golestan, i den norra delen av landet, 280 km nordost om huvudstaden Teheran. Antalet invånare är 135.
Terrängen runt Hāshem Elá är mycket platt. Runt Hāshem Elá är det ganska tätbefolkat, med 86 invånare per kvadratkilometer. Närmaste större samhälle är Bandar-e Torkaman, 8,1 km sydväst om Hāshem Elá. Trakten runt Hāshem Elá består till största delen av jordbruksmark.